# Tułowice
Tułowice è un comune rurale polacco del distretto di Opole, nel voivodato di Opole.
Ricopre una superficie di 81,13 km² e nel 2004 contava 5 509 abitanti.